# 맛있는 비행
"맛있는 비행"은 2015년에 개봉한 대한민국의 영화이다.

## 캐스팅
- 손덕기 : 철이 역
- 정유진 : 애리 역
- 신유주 : 신영 역
- 전현수 : 태성 역
- 김홍제 : 조감독 역